# Bernhard Tschofen
Bernhard Tschofen (* 17. Juni 1966 in Bregenz, Vorarlberg) ist ein österreichischer Kulturwissenschaftler und Europäischer Ethnologe. Er lehrt und forscht an der Universität Zürich.

## Leben und Wirken
Bernhard Tschofen studierte von 1984 bis 1986 Volkskunde und Kunstgeschichte an der Universität Innsbruck, von 1986 bis 1992 Empirische Kulturwissenschaft und Kunstgeschichte an der Universität Tübingen (MA 1992). Nach Museums- und Ausstellungstätigkeit u. a. am Österreichischen Museum für Volkskunde in Wien war er ab 1995 als Universitätsassistent am Institut für Volkskunde/Europäische Ethnologie der Universität Wien tätig und wurde 1999 aufgrund seiner Dissertation Berg – Kultur – Moderne. Volkskundliches aus den Alpen an der Universität Tübingen zum Dr. rer. soc. promoviert. 2001 erfolgten die Habilitation für Europäische Ethnologie und die Ernennung zum außerordentlichen Universitätsprofessor an der Universität Wien. Von 2004 bis 2013 war er Professor für Empirische Kulturwissenschaft am Ludwig-Uhland-Institut der Universität Tübingen. Seit 2013 ist er Professor für Populäre Kulturen am ISEK – Institut für Sozialanthropologie und Empirische Kulturwissenschaft der Universität Zürich.
Bernhard Tschofen war von 2017 bis 2021 Vice-President der SIEF – Société Internationale d’Ethnologie et de Folklore und war u. a. von 2001 bis 2004 Zweiter stellvertretender Vorsitzender der Deutschen Gesellschaft für Volkskunde, von 2004 bis 2007 Vizepräsident des Vereins für Volkskunde in Wien sowie von 2008 bis 2013 Member of the board der SIEF. Er ist seit 2018 Mitglied des Vorstands und seit 2024 Co-Präsident der Schweizerischen Akademie der Geistes- und Sozialwissenschaften (SAGW) sowie Mitglied von Beiräten und Vorständen verschiedener wissenschaftlicher und kultureller Einrichtungen in Österreich und der Schweiz.
Seine Forschungs- und Lehrschwerpunkte sind regionale Ethnographie und kulturwissenschaftliche Raumforschung, Kulturanalyse des Alltags, Wissenskulturen und Museumswissenschaft.

## Auszeichnungen
- 2003 Förderpreis der Stadt Wien für Wissenschaft
- 2012 Vorarlberger Wissenschaftspreis

## Schriften (Auswahl)
- mit Reinhard Johler und Herbert Nikitsch: Schönes Österreich. Heimatschutz zwischen Ästhetik und Ideologie. Österreichisches Museum für Volkskunde, Wien 1995.
- mit Reinhard Johler und Herbert Nikitsch: Post vom Schönen Österreich. Eine ethnographische Recherche zur Gegenwart. Verein für Volkskunde, Wien 1996.
- Berg Kultur Moderne. Volkskundliches aus den Alpen. Sonderzahl, Wien 1999.
- mit Sabine Dettling: Spuren. Skikultur am Arlberg/Tracks. The Arlberg and the Culture of Skiing. Bertolini, Bregenz 2014.
- [3312] Piz Buin. Literarische Erkundungen 1865–2015. Bertolini, Bregenz 2015.
- Alpenland Vorarlberg. Erkundungen zu Geschichte und Kultur. Universitätsverlag Wagner, Innsbruck 2024.

Herausgeberschaften
- Regina Lampert: Die Schwabengängerin. Erinnerungen einer jungen Magd aus Vorarlberg 1864–1874. Limmat, Zürich 1996; zuletzt 7. Auflage, 2010; überarbeitete Neuauflage 2022.
- mit Herbert Nikitsch: Volkskunst. Referate der Österreichischen Volkskundetagung Wien 1995. Verein für Volkskunde, Wien 1997.
- Mithrsg.: Ethnische Symbole und ästhetische Praxis in Europa. Institut für Volkskunde der Universität Wien, Wien 1999.
- Mithrsg. Gottfried Korff: Museumsdinge. deponieren – exponieren. Böhlau, Wien/Köln/Weimar 2002; 2. Auflage, 2007.
- mit Reinhard Johler: Europäische Ethnologie. Österreichische Zeitschrift für Geschichtswissenschaften 15 (2004)/Studienverlag, Innsbruck/Wien/Bozen 2004.
- Mithrsg.: Wortschatz. Vom Sammeln und Finden der Wörter. Stadtmuseum Tübingen, Tübingen 2008.
- GrenzRaumSee. Eine Ethnographische Reise durch die Bodenseeregion. TVV, Tübingen 2008.
- mit Reinhard Johler: Empirische Kulturwissenschaft. Eine Tübinger Enzyklopädie. TVV, Tübingen 2008; 2. Auflage, 2015.
- mit Lioba Keller-Drescher: Dialekt und regionale Kulturforschung. Traditionen und Perspektiven einer regionalen Kulturforschung. TVV, Tübingen 2009.
- Mithrsg.: Kaspar Maase: Das Recht der Gewöhnlichkeit. Über populäre Kultur. TVV, Tübingen 2011.
- Mithrsg.: Gottfried Korff: Simplizität und Sinnfälligkeit. Volkskundliche Studien zu Ritual und Symbol. TVV, Tübingen 2013.
- Mithrsg.: Kultur_Kultur: Denken. Forschen. Darstellen (38. Kongress der Deutschen Gesellschaft für Volkskunde, Tübingen 2011). Waxmann, Münster u. a. 2013.
- Mithrsg.: Out of the Tower. Essays on Culture and Everyday Life. TVV, Tübingen 2013.
- Mithrsg.: Utz Jeggle: Das Fremde im Eigenen ergründen. Beiträge zur Anthropologie des Alltags. TVV, Tübingen 2014.
- mit Gustav Schoder: Spuren. Skikultur am Arlberg/Tracks. The Arlberg and the Culture of Skiing. Bertolini, Bregenz 2014.
- Mithrsg.: Museen verstehen. Begriffe der Theorie und Praxis. Wallstein, Göttingen 2015.
- Mithrsg.: Taste – Power – Tradition. Geographical Indications as Cultural Property. Universitätsverlag, Göttingen 2017.
- Mithrsg.: Saisir le terrain ou l’invention des sciences empiriques en France et en Allemagne. Septentrion, Lille/Villeneuve d’Ascq  2017.
- Mithrsg.: Kreuz- und Querzüge. Beiträge zu einer literarischen Anthropologie. Wehrhahn, Hannover 2019
- mit Michaela Fenske: Managing the Return of the Wild. Human Encounters with Wolves in Europe. Routledge, Abingdon / New York 2020.
- Mithrsg.: Wissensmedien des Raums. Interdisziplinäre Perspektiven. Chronos, Zürich 2020.
- mit Alfred Messerli: Fotogeschichten. Das visuelle Gedächtnis der Schweiz. Bd. 1. Benteli, Salenstein 2024.